# Adolf Jahr
John Adolf Reinhold Jahr, ursprungligen Johansson, född den 24 juni 1893 i Sundsvall, död 19 april 1964 i Stockholm, var en svensk skådespelare och operettsångare. (Namnet Jahr kommer från initialerna i hans förnamn.)

## Biografi
Jahr föddes i Sundsvall som son till byggmästaren Fredrik Reinhold Johansson, men växte upp i Nälden utanför Östersund. På 1910-talet flyttade familjen in till Östersund, och han började där uppträda i amatörteatersammanhang. Sin senare skolgång fick han bland annat vid Lindesbergs samrealskola och Örebro högre allmänna läroverk. Åren 1919–1920 uppträdde han på Hjortens varieté i Trondheim. Efter en tid i Finland kom han 1923 till Stora Teatern i Göteborg, där han bland annat spelade Edvin i Csardasfurstinnan. Åren 1924–1926 hade han engagemang på Hipp i Malmö, 1926–1927 vid Södra Teatern, 1927–1929 åter vid Hipp och därefter vid Odeonteatern 1931–1932 och vid Oscarsteatern 1932–1935. Som operettartist spelade han både komiska och charmörsroller som Danilo i Glada änkan.
Han spelade redan på 1920-talet in film med Edvard Persson, men filmkarriären tog riktig fart efter 1935 med en hel rad av charmörsroller och som svärmorsdröm i olika komedier. Genombrottet kom med rollen som Pettersson i filmen Pettersson & Bendel (1933). Förnamnet Adolf ingick ofta i rollnamnen från filmen Adolf Armstarke som hade premiär 1937. Han spelade också läraren som Alice Babs sjöng för i Swing it, magistern! från 1940.
Adolf Jahr var från början vissångare och sång var något som han aldrig försummade. Bekanta är visor som Det borde vara förbjudet med så vackra ögon ur Adolf klarar skivan (1938) samt Blonda John och Uti i Rio, Rio de Janeiro, båda ur På kryss med Albertina (1938).
Efter kriget fick han börja göra karaktärsroller i filmer som Ådalens poesi, Främmande hamn, Janne Vängmans bravader, Medan staden sover och Storm över Tjurö.
Han var gift 1937–1943 med dansaren Margit Tirkkonen (1914–1988). Adolf Jahr är begravd på Rimbo kyrkogård.

## Filmografi

### Roller (urval)
- 1925 – Den gamla herrgården
- 1925 – Miljonär för en dag
- 1927 – På kryss med Blixten
- 1927 – Kvick som Blixten
- 1927 – Vad kvinnan vill
- 1928 – Hattmakarens bal
- 1932 – Sten Stensson Stéen från Eslöv på nya äventyr
- 1932 – Svärmor kommer
- 1933 – Pettersson & Bendel
- 1933 – En natt på Smygeholm
- 1934 – En bröllopsnatt på Stjärnehov
- 1934 – Fasters millioner
- 1934 – Falska Greta
- 1935 – Kanske en gentleman
- 1936 – Samvetsömma Adolf
- 1936 – Spöket på Bragehus
- 1936 – Stackars miljonärer
- 1936 – Ä' vi gifta?
- 1937 – En sjöman går iland
- 1937 – Adolf Armstarke
- 1938 – Adolf klarar skivan
- 1938 – Bara en trumpetare
- 1938 – På kryss med Albertina
- 1939 – Adolf i eld och lågor
- 1939 – Oss baroner emellan
- 1940 – Karl för sin hatt
- 1940 – Swing it, magistern!
- 1941 – Dunungen
- 1942 – En sjöman i frack
- 1944 – Hemsöborna
- 1944 – Rännstensungar
- 1945 – Bröderna Östermans huskors
- 1946 – Djurgårdskvällar
- 1946 – Bröllopet på Solö
- 1946 – Ebberöds bank
- 1948 – Ådalens poesi
- 1948 – Marknadsafton
- 1948 – Lars Hård
- 1948 – Främmande hamn
- 1948 – Janne Vängmans bravader
- 1948 – Robinson i Roslagen
- 1948 – Glada paraden
- 1949 – Janne Vängman på nya äventyr
- 1949 – Hur tokigt som helst
- 1950 – Medan staden sover
- 1950 – Kvartetten som sprängdes
- 1950 – Ung och kär
- 1951 – Livat på luckan
- 1951 – Skeppare i blåsväder
- 1952 – Janne Vängman i farten
- 1952 – Kronans glada gossar
- 1953 – Kungen av Dalarna
- 1953 – Dansa min docka
- 1954 – Gud Fader och tattaren
- 1954 – Storm över Tjurö
- 1954 – Östermans testamente
- 1955 – Finnskogens folk
- 1955 – Friarannonsen
- 1955 – Janne Vängman och den stora kometen
- 1956 – Ett kungligt äventyr
- 1956 – Johan på Snippen
- 1957 – Värmlänningarna
- 1957 – Johan på Snippen tar hem spelet
- 1959 – Bara en kypare
- 1959 – Sköna Susanna och gubbarna
- 1960 – När mörkret faller

### Regi (urval)
- 1927 – Kvick som Blixten
- 1938 – Adolf klarar skivan
- 1946 – Ebberöds bank

### Manus
- 1925 – Miljonär för en dag
- 1927 – Kvick som Blixten
- 1946 – Ebberöds bank

## Teater

### Roller (ej komplett)
| År   | Roll                            | Produktion                                                                           | Regi              | Teater                  |
| ---- | ------------------------------- | ------------------------------------------------------------------------------------ | ----------------- | ----------------------- |
| 1926 | Touffeux, advokat               | Benjamin René Mercier, André Bardé och Benjamin Rabier                               | Nils Johannisson  | Södra Teatern           |
| 1931 | Janczi, ryttmästarens kalfaktor | Viktorias husar Paul Abraham, Emmerich Földes, Alfred Grünwald och Fritz Löhner-Beda | Oskar Textorius   | Odeonteatern, Stockholm |
| 1931 |                                 | Trötte Teodor Max Neal och Max Ferner                                                |                   | Folkteatern             |
| 1931 | Bankdirektören                  | Adjö, Mimi Ralph Benatzky, Alexander Engel och Julius Horst                          | Oskar Textorius   | Odeonteatern, Stockholm |
| 1932 |                                 | Blomman från Hawaii Paul Abraham, Alfred Grünwald och Fritz Löhner-Beda              | Oskar Textorius   | Odeonteatern, Stockholm |
| 1932 | Bennie                          | Ökensången Sigmund Romberg och Oscar Hammerstein                                     | Nils Johannisson  | Oscarsteatern           |
| 1932 |                                 | Djävulsryttaren Emmerich Kálmán, Rudolph Schanzer och Ernst Welisch                  | Harry Stangenberg | Oscarsteatern           |
| 1933 | Aramis                          | De tre musketörerna Rudolf Schantzer, Ernst Welisch och Ralph Benatzky               | Nils Johannisson  | Oscarsteatern           |
| 1933 |                                 | Lycka på resan! Max Bertusch, Kurt Schwabach och Eduard Künneke                      | Nils Johannisson  | Oscarsteatern           |
| 1933 | Löjtnant Gustav von Bodenstein  | Leendets land Franz Lehár, Ludwig Herzer och Fritz Löhner-Beda                       | Gösta Ekman       | Oscarsteatern           |
| 1933 | Alejandro, flykting             | Nymånen Oscar Hammerstein, Laurence Schwab, Frank Mandel och Sigmund Romberg         | Harry Stangenberg | Oscarsteatern           |
| 1934 | Giocomo Pimpinelli              | Paganini Franz Lehár, Paul Kneppler och Beda Jenbach                                 | Harry Stangenberg | Oscarsteatern           |
| 1934 | Franz von Schober               | Jungfruburen Alfred Maria Willner, Heinz Reichert, Franz Schubert och Heinrich Berté | Nils Johannisson  | Oscarsteatern           |
| 1935 | Dixie                           | Maya Imre Harmath, Rudolf Schanzer, Ernst Welisch och Szabolcs Fényes                | Nils Johannisson  | Oscarsteatern           |
| 1961 |                                 | Vänta så vackert Axel Strindberg                                                     | Anders Ångström   | Alléteatern             |